# 제62회 베네치아 국제 영화제
제62회 베네치아 국제 영화제는 2005년 8월 31일에 열린 시상식이다.

## 수상 및 후보

### 황금사자상
- 브로크백 마운틴 - 이안 수상

### 은사자상-감독상
- 평범한 연인들 - 필립 가렐 수상

### 볼피컵 여우주연상
- 마음 속의 야수 - 지오바나 메조기오르노 수상

### 볼피컵 남우주연상
- 굿 나잇, 앤 굿 럭 - 데이빗 스트라탄 수상

### 심사위원 특별상
- 마리아 - 아벨 페라라 수상

### 골든오셀라 각본상
- 굿 나잇, 앤 굿 럭 - 조지 클루니, 그랜트 헬스로브 수상

### 특별사자상
- 가브리엘 - 이자벨 위페르 수상

### 명예 황금사자상
미야자키 하야오 수상
스테파냐 샌드렐리 수상

### 신인배우상
- 베르스 르 수드 - 멘노시 케사르 수상

### 경쟁부문
- 콘스탄트 가드너 - 페르난도 메이렐레스
- 세콘다 노테 디 노쩨 - 푸피 아바티
- 오 파타리스타 - 로게리오 사모라
- 베르스 르 수드 - 로렌트 캔텟
- 가브리엘 - 파트리스 쉐로
- 굿 나잇, 앤 굿 럭 - 조지 클루니
- 마음 속의 야수 - 크리스티나 코멘치니
- 아이 지오르니 델 아반도노 - 로베르토 파엔자
- 가르파스툼 - 알렉세이 게르만 주니어
- 그림 형제 - 마르바덴 숲의 전설 - 테리 길리엄
- 장한가 - 관금붕
- 프루프 - 존 매든
- 에스펠호 마지코 - 마뉴엘 데 올리베이라
- 친절한 금자씨 - 박찬욱
- 로맨스 & 시거렛 - 존 터투로
- 반갑지 않은 사람 - 크지쉬토프 자누쉬
- 해피 버스데이 - 홍준원

### 비경쟁부문
- 프래절 - 하우메 발라게로
- 백스테이지 - 엠마누엘 베르코
- 유령신부 - 팀 버튼
- 퍼햅스 러브 - 진가신
- 보이지 않는 아이들 - 메디 차레프
- 엘리자베스타운 - 카메론 크로우
- 엑소시즘 오브 에밀리 로즈 - 스콧 데릭슨
- 에드몬드 - 스튜어트 고든
- 카사노바 - 라세 할스트롬
- 신데렐라 맨 - 론 하워드
- The Fine Art of Love-Mine Haha - 존 어빈
- 이니셜 D - 극장판 - 유위강
- 호브고블린스 & 그레이트 월 - 미이케 다카시
- 파이널 판타지 7 - 어드벤트 칠드런 - 노무라 테츠야
- 파품 드 라 다메 엔 노이어 - 브뤼노 포달리데
- 4 브라더스 - 존 싱글톤
- 버블 - 스티븐 소더버그
- 칠검 - 서극